# Mittelmeer-Feldgrille

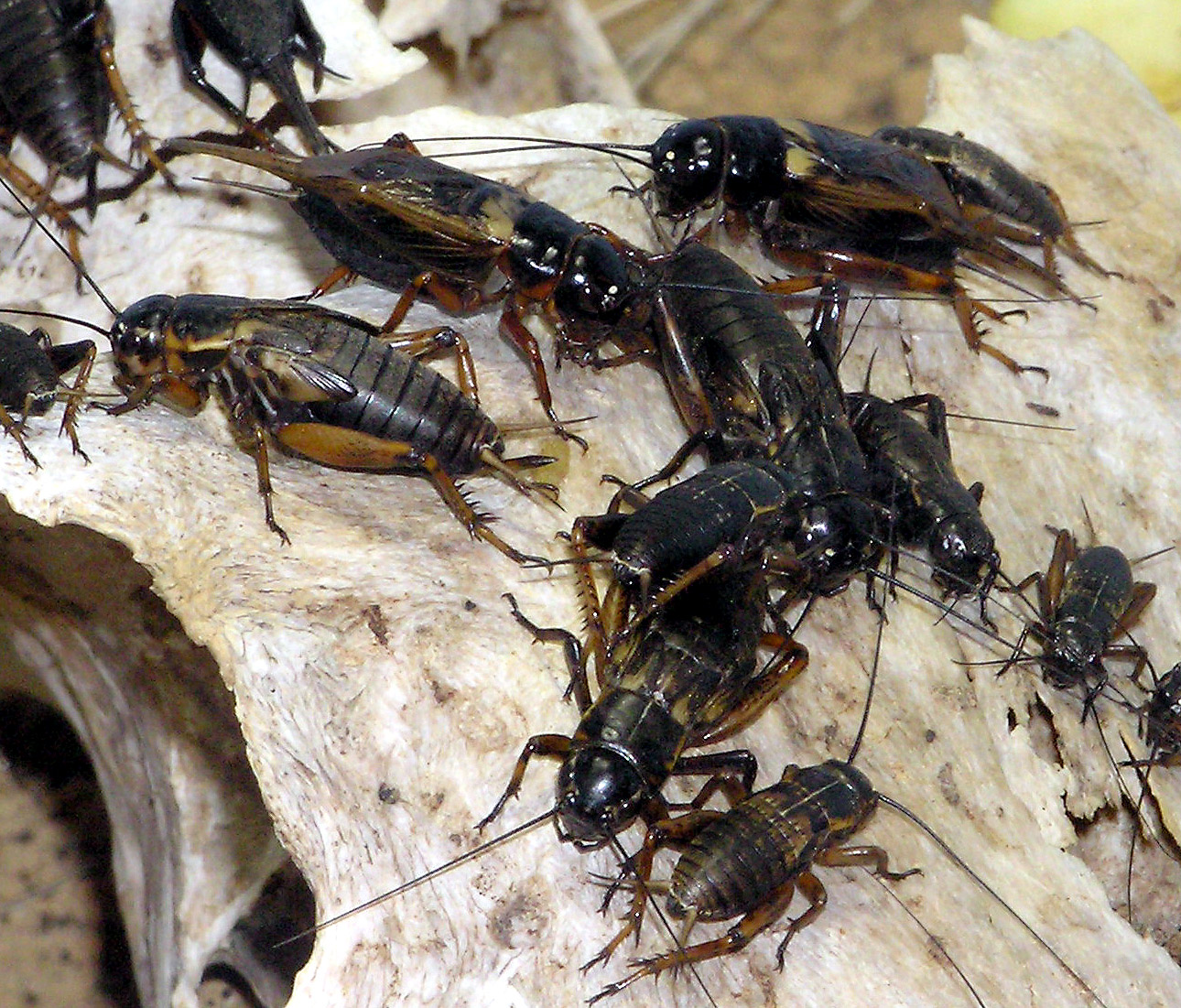
Mittelmeer-Feldgrillen im Zoo von Bristol

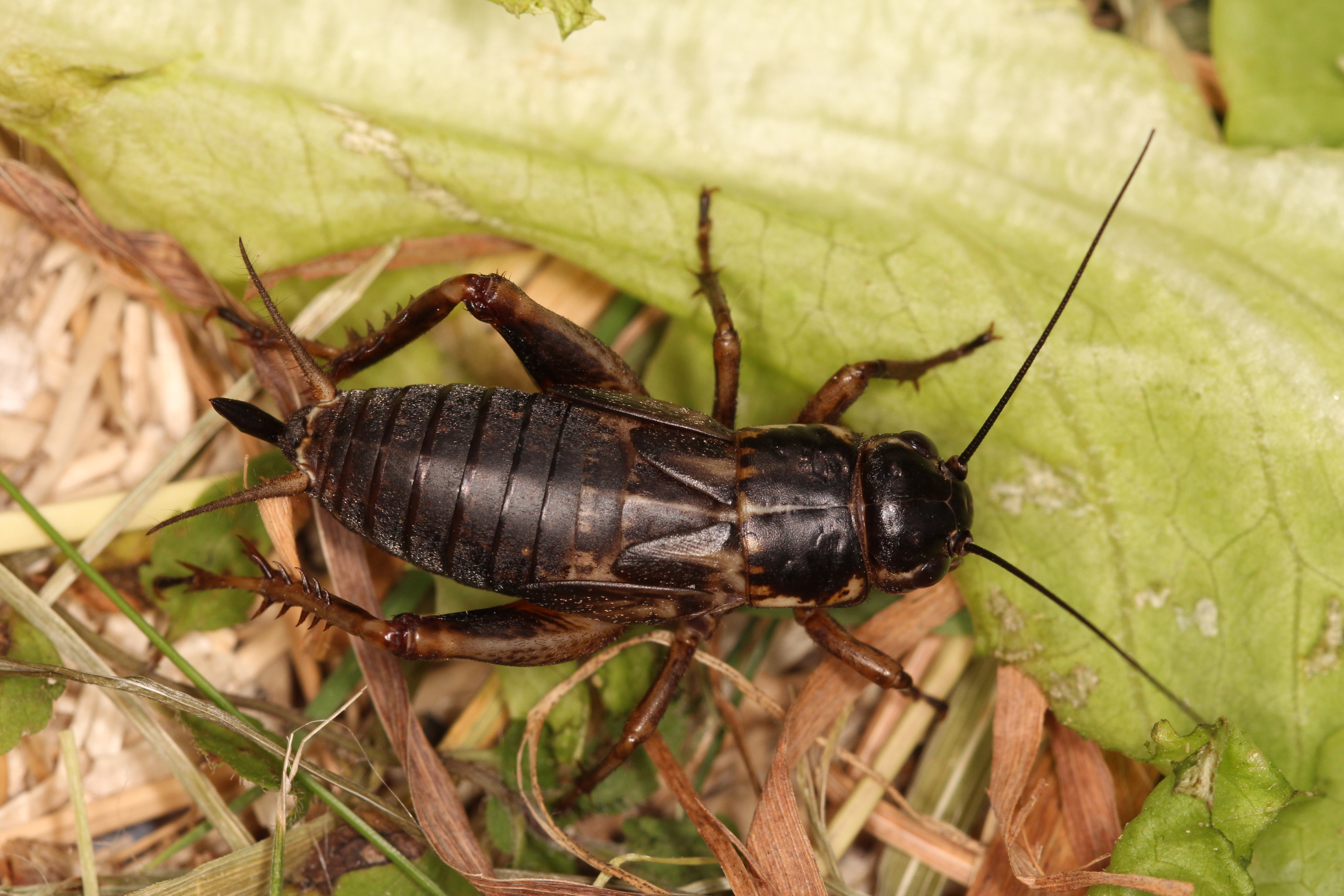
Mittelmeer-Feldgrille (Gryllus bimaculatus), Nymphe mit nicht ausgewachsenen Flügeln

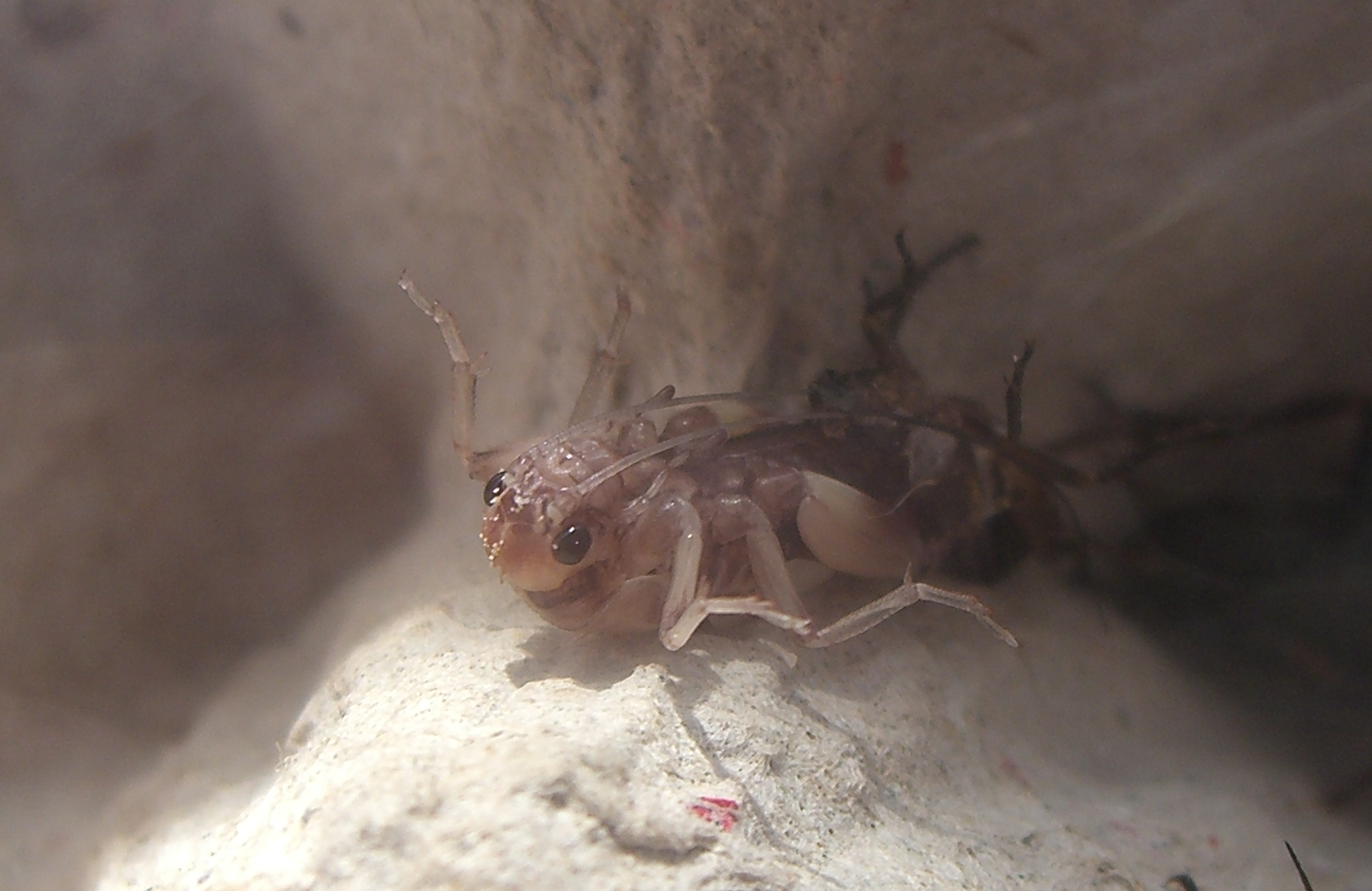
Eine Mittelmeer-Feldgrille häutet sich

Die Mittelmeer-Feldgrille, Mittelmeergrille oder Zweifleckgrille (Gryllus bimaculatus) ist ein Insekt aus der Familie der Echten Grillen (Gryllidae) und kommt, wie der Name schon aussagt, im Mittelmeerraum vor.

## Merkmale
Die Grillen werden etwa 20 bis 33 Millimeter lang und sind damit etwas größer als die Feldgrille (Gryllus campestris). Auch ist ihr Kopf kleiner als die Halsschild. Sie tragen zwei gelbliche Flecken am Ansatz der Vorderflügel; die Grundfarbe der Tiere ist schwarz. Die Hinterflügel sind voll entwickelt und überragen die Vorderflügel und den Hinterleib, in der Ruhe sind sie längs gefaltet. Die Tiere sind üblicherweise durchaus flugfähig, jedenfalls auf kurze Strecken.

## Vorkommen
Die Mittelmeer-Feldgrille kommt in Europa von der Iberischen Halbinsel bis nach Griechenland vor und lebt nahe der Meeresküste. Darüber hinaus ist sie auch an der nordwestlichen Mittelmeerregion Afrikas und der asiatischen Mittelmeerregion zu finden sowie an weiteren Orten in Asien und Afrika. An manchen Plätzen, z. B. in den südfranzösischen Dünengebieten, sind sie häufig. In ihrem Areal treten sie vor allem von Juli bis Oktober auf, mit einem Höhepunkt im September und Oktober, können aber auch ganzjährig gefunden werden.

## Lebensweise
Die Mittelmeer-Feldgrillen bauen keine eigenen Gänge, sondern haben ihre Verstecke unter Steinen und anderen, am Boden liegenden Objekten. Es besteht im sozialen Zusammenleben eine Rangordnung, welche durch Kämpfe ausgetragen wird. Rangnähere Tiere kämpfen häufiger als Tiere, deren Ränge im Gefüge weiter auseinanderliegen. 

## Stridulation und akustische Kommunikation
Im Sozial- und Paarungsverhalten spielen akustische Signale eine wichtige Rolle. Sie gehen von den geschlechtsreifen Männchen aus, denn nur diese besitzen Schall bildende Stridulationsorgane. Der häufigste und auffälligste Gesang ist der Gewöhnliche oder Lockgesang, der der Anlockung paarungsbereiter Weibchen dient. Er besteht aus Folgen von meist vier, rasch aufeinander folgenden Einzelschallereignissen, die durch Intervalle voneinander abgesetzt sind. Der Lockgesang repräsentiert das von den Grillen bekannte Zirpen. Ferner kommt ein Rivalengesang vor, mit dem Männchen Auseinandersetzungen um Reviere austragen, sowie der Werbegesang, der Teil des Paarungsverhaltens ist.

### Stridulationsorgan
Die Vorderflügel der geschlechtsreifen Männchen sind durchschnittlich 15,23 mm, die Hinterflügel 20,78 mm lang. Die Angaben gelten jeweils für den rechten Flügel; statistisch signifikante Unterschiede zwischen dem rechten und linken Flügel bestehen nicht, ebenso gibt es keine Unterschiede in der Länge zwischen den Flügeln der Männchen und Weibchen.
Die Gesänge der Männchen stützen sich auf Strukturen des Dorsalfeldes der Vorderflügel, die auf beiden Flügeln in gleicher Weise ausgebildet sind. Von der Flügelbasis ausgehend ist das die Schrillader, von der ein Teilstück, die Schrillleiste, auf der Unterseite mit Schrillzähnen (Lamellen) besetzt ist. Die Anzahl der Schrillzähne beträgt durchschnittlich 134,9 Zähne pro Schrillleiste. Am Innenrand des Flügels und neben der Schrillleiste befindet sich die Schrillkante. Zum hinteren Ende des Flügels hin folgen auf die Schrillader die Harfe (Diagonalfeld), der rundliche Spiegel und schließlich das Analfeld, das durch unregelmäßig verlaufende, kleine Adern gekennzeichnet ist. In der Ruhe liegt das Dorsalfeld des rechten Flügels über dem des linken Flügels und überdeckt dieses nahezu vollständig.
Bei dieser Anordnung streicht beim Zirpen die Schrillleiste des rechten Flügels über die Schrillkante des linken Flügels. Die gleichartigen und vollständig ausgebildeten Singgarnituren auf beiden Flügeln führten zu der Auffassung, dass die Männchen diese Garnituren beliebig einsetzen und sowohl mit dem rechten Flügel über dem linken als auch in umgekehrter Position singen. Nach den Ergebnissen der experimentellen Überprüfung trifft das nicht zu. Bei 30 Männchen, die bereits längere Zeit in Normallage (rechter Flügel über dem linken) gesungen hatten, wurden die Flügel vorsichtig umgelegt. Bereits nach 2–3 Minuten, spätestens nach 30 Minuten hatten 27 Versuchstiere die Normallage wiederhergestellt.
In einem weiteren Versuch wurden bei 20 Männchen die Flügel bereits 2–3 Stunden nach der letzten Häutung umgelegt, als die Flügel schon entfaltet, aber noch nicht oder gerade ausgefärbt waren. Die Hälfte dieser Männchen behielt die anomale Lage der Flügel zeitlebens bei und zirpte. Ihr Lockgesang war deutlich leiser als bei normal singenden Männchen, den Rivalengesang äußerten sie nicht mehr. Hatten paarungsbereite Weibchen die Wahl, bevorzugten sie Männchen mit nicht veränderter Flügelposition. Die übrigen Versuchstiere stellten im Verlauf von einigen Tagen die normale Lage der Flügel her oder wechselten mehrmals zwischen beiden Positionen.

### Entwicklung der Schrillzähne
Die Bildung der Schrillzähne erfolgt erst gegen Ende des letzten Larvenstadiums. Auf diesem Stadium ist die Entwicklung der Flügel bereits weit fortgeschritten. Wegen der Größe liegen sie gefaltet in den Skeletthüllen der Flügel der Larve. Lediglich der Teil, in dem die Schrillleiste entsteht, ist nicht gefaltet. Hier differenzieren sich Lamellenbildungszellen und Zwischenzellen, die miteinander alternieren. Aus jeder Lamellenbildungszelle entsteht eine Lamelle (Schrillzahn). Bei der Imaginalhäutung werden die Flügel und damit auch die Schrillleisten zur endgültigen Form gedehnt. In der Folge degenerieren beide Zelltypen, zuerst die Lamellenbildungszellen, danach auch die Zwischenzellen.

## Haltung in Gefangenschaft

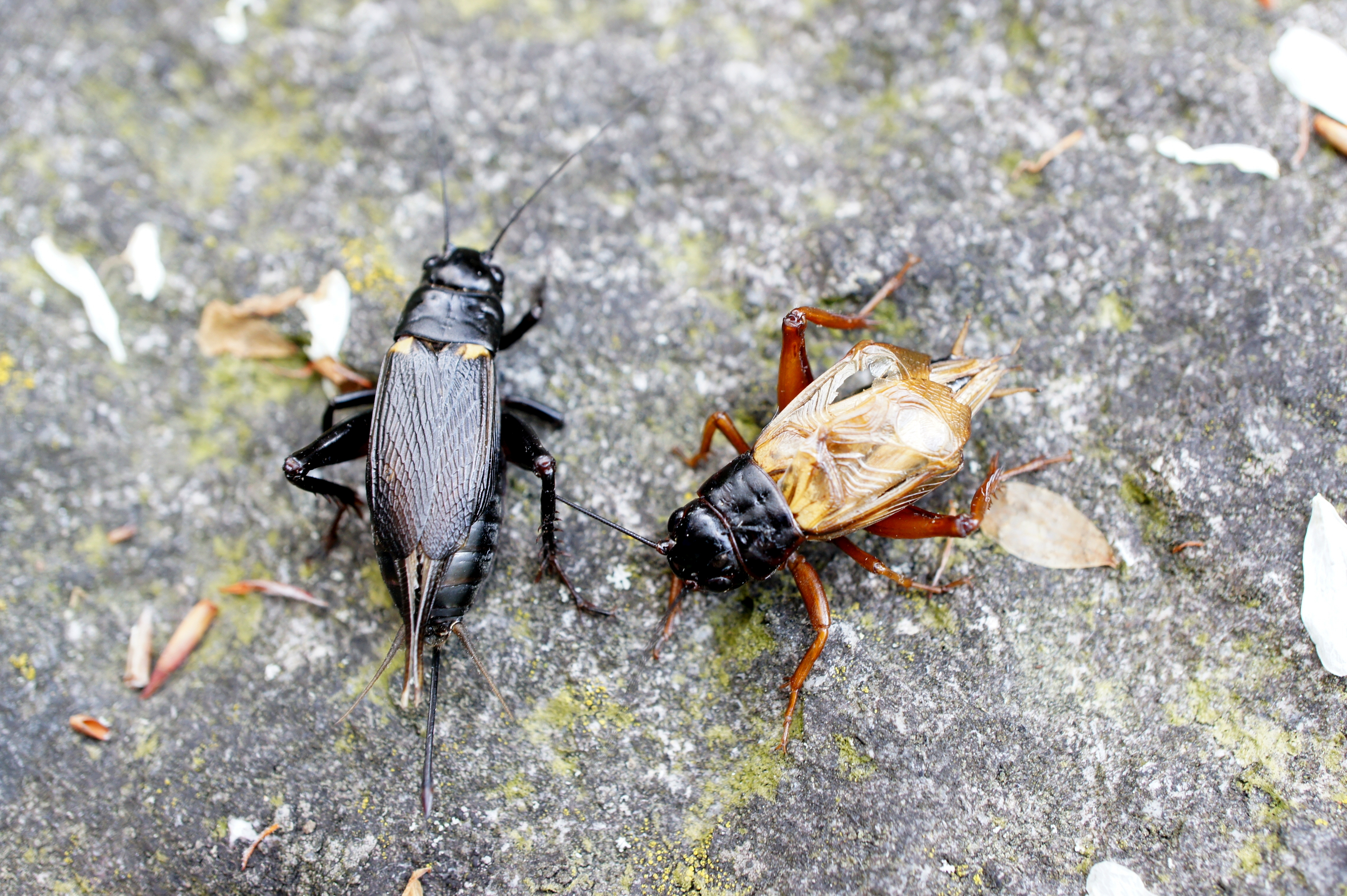
Mittelmeer-Feldgrille Weibchen (links) und Männchen (noch nicht ausgefärbt), aus Zucht

Die Mittelmeer-Feldgrille wird häufig als Futterinsekt für Terrarientiere verwendet. Rasche Vermehrung und Anspruchslosigkeit machen sie zu einer der am häufigsten verfütterten Arten. Die Handhabung kann unbedenklich mit bloßen Händen geschehen, da die Tiere weder stechen noch schmerzhaft beißen.